# Lánchíd kávéház
A Lánchíd kávéház történelmi, irodalomtörténeti nevezetességű vendéglátóhely volt Budapesten az egykori Lánchíd téren, mai nevén Clark Ádám téren a Fő utca sarkán. (Budapest, I. kerület, Fő utca 2.)

## Története
Az Ybl Miklós tervezte neoreneszánsz saroképület székházként épült a Budai Takarékpénztár részére. Alkalmazkodva az akkoriban szűkös Lánchíd tér szomszédos épületeinek stílusához. A bank bejárata a Fő utca felől nyílt. Belül toszkán hangulatú, öntöttvas oszlopos lépcsőházzal, közlekedővel övezett belső udvarral. A Lánchíd tér felőli földszinti részre eredetileg is kávéházat terveztek.
A palotát 1860-62 között építette fel Diescher József. A Lánchíd kávéház 1864-ben nyílt meg.

Itt volt a végállomása az omnibusznak, valamint a zugligeti és az óbudai lóvasútnak is. Ám a szépen díszített és bútorozott, impozáns kávéházat a kezdetektől a helyi előkelőségek, várbeli hivatalnokok, katonatisztek, budai polgárok látogatták. 

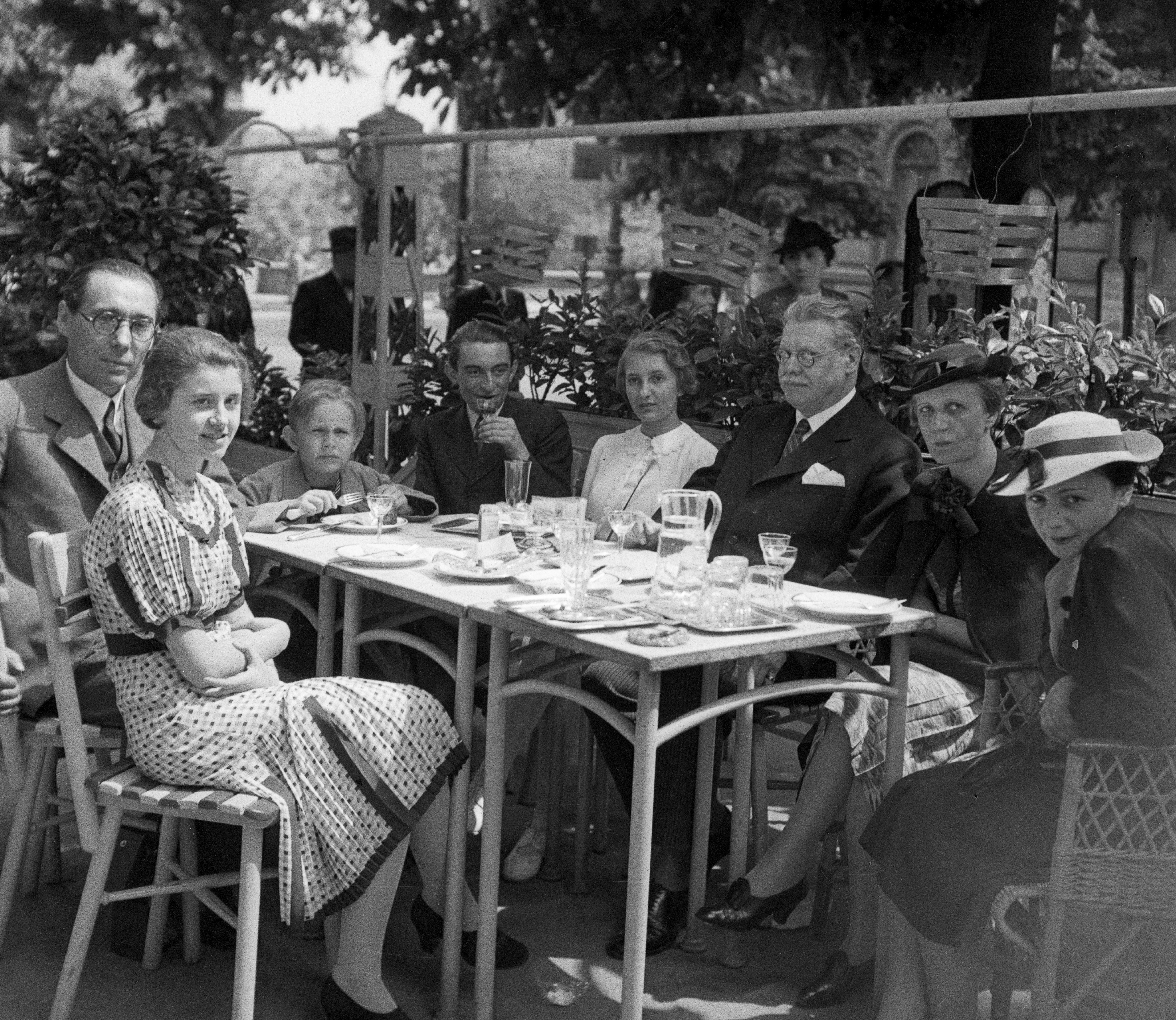
A Lánchíd kávéház terasza. Balra a szintén nyugatos Szabó Lőrinc költő. 1937. Fotoː Fortepan / Magyar Bálint

 De falai között neves politikusok és művészek is megfordultak. Még a századforduló előtt az akkori széles járdából hosszú, keskeny teraszt kerítettek le. Ellipszis nevű kioszkjuk 1867 és 1890 között kedvelt találkozóhely volt.
A jól menő kávéház szerződését a bank 1912-ben felmondta, mivel az Első Pesti Takarékkal való egyesülése miatt szüksége lett a kávéház helységeire is, és csak 1927-ben nyitotta meg újra eredeti nevén Grosz Albert.
Az 1930-as évek elején Babits és Móricz vezetése alatt a Nyugat szerkesztősége heti rendszerességgel itt találkozott. A szintén Nyugatos Szabó Lőrinc itt írta híres, sokat idézett és szavalt Semmiért Egészen című versét.

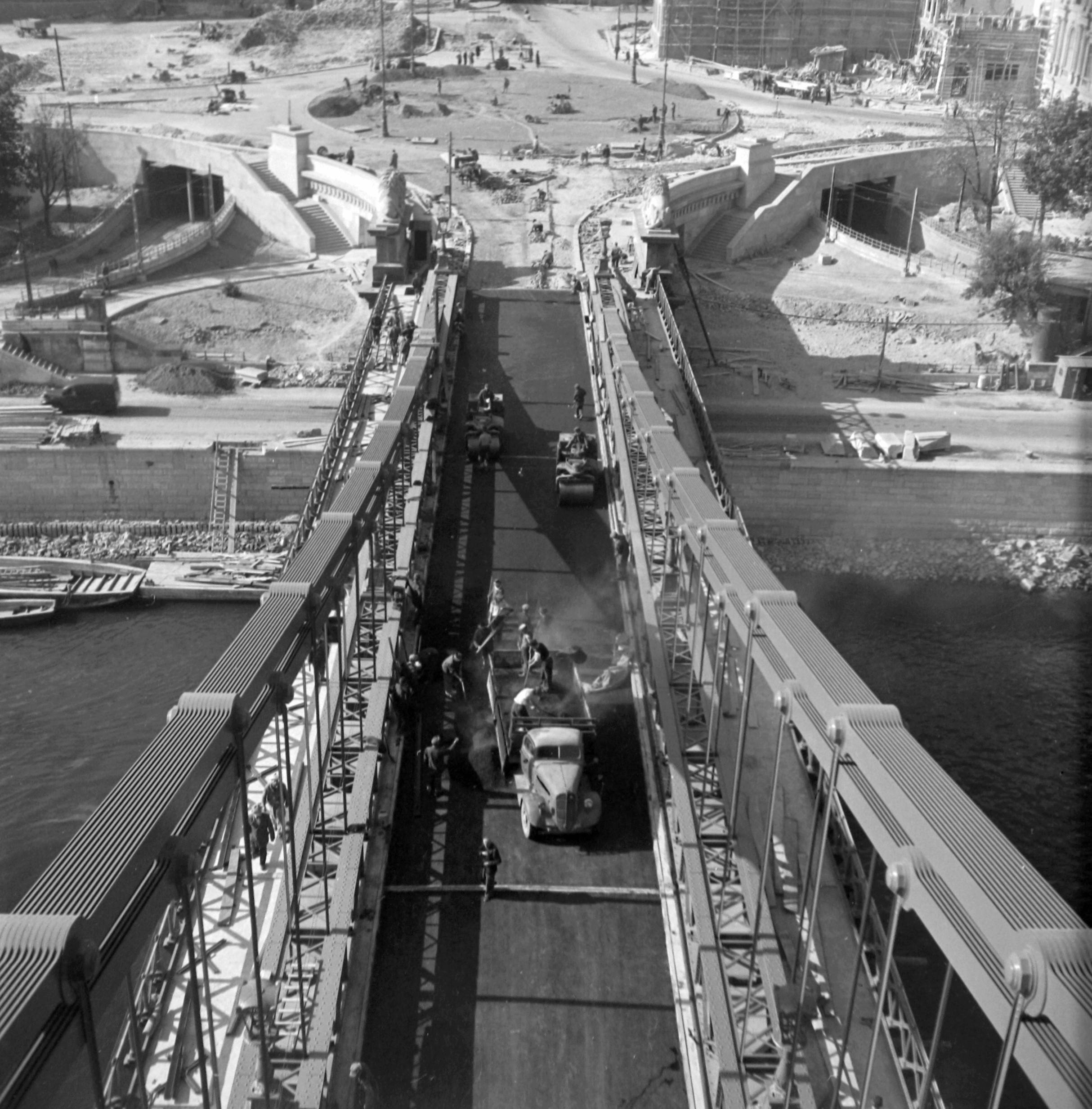
Lánchíd az újjáépítéskor. Távolban jobbra az épületmaradvány a romok elbontása, elhordása után. 1949. Fotoː Fortepan / UVATERV

A II. világháború alatt bombatámadás következtében az épület összeomlott. A törmelék alatt megmaradt északi, említett belső udvar árkádsora és mögötte az északi szárnyrész földszinti része a romok eltakarítása és részleges helyreállítást követően 1990-ig eszpresszóként üzemelt. A melegebb hónapokban a korábbi épület széléig kiterjedő, körülbelül éppen az egykori kávéház és belső udvar területén elterülő viszonylag nagy, háromszög alakú terasszal. (Az egykori épület délkeleti sarkának a területét a Clark Ádám téri körforgalom kialakítása miatt foglalták el.)
Érdekes módon maga az aprócska épületmaradvány még esztétikus is maradt, és csak az egykori épület szomszédos házainak csupasz tűzfalai, nyitott körfolyosóinak látványa rontották súlyosan az összképet. Mindezek ellenére – nem utolsó sorban a nagy, napos terasz miatt – a főváros kedvelt szórakozóhelye maradt.
1956-tal kapcsolatos dokumentumfilm összeállításokban gyakran tűnik fel ahogy a Fő utca 4. számú ház tűzfaláról tűzoltólétrán egyensúlyozva verik le az 1949-es népköztársasági címer („Rákosi-címer”) csillagát. A szokásos néhány másodperces bejátszás előtti bevezető képsorokban látszik a Lánchíd eszpresszó, de általában ezt nem szokták mutatni.

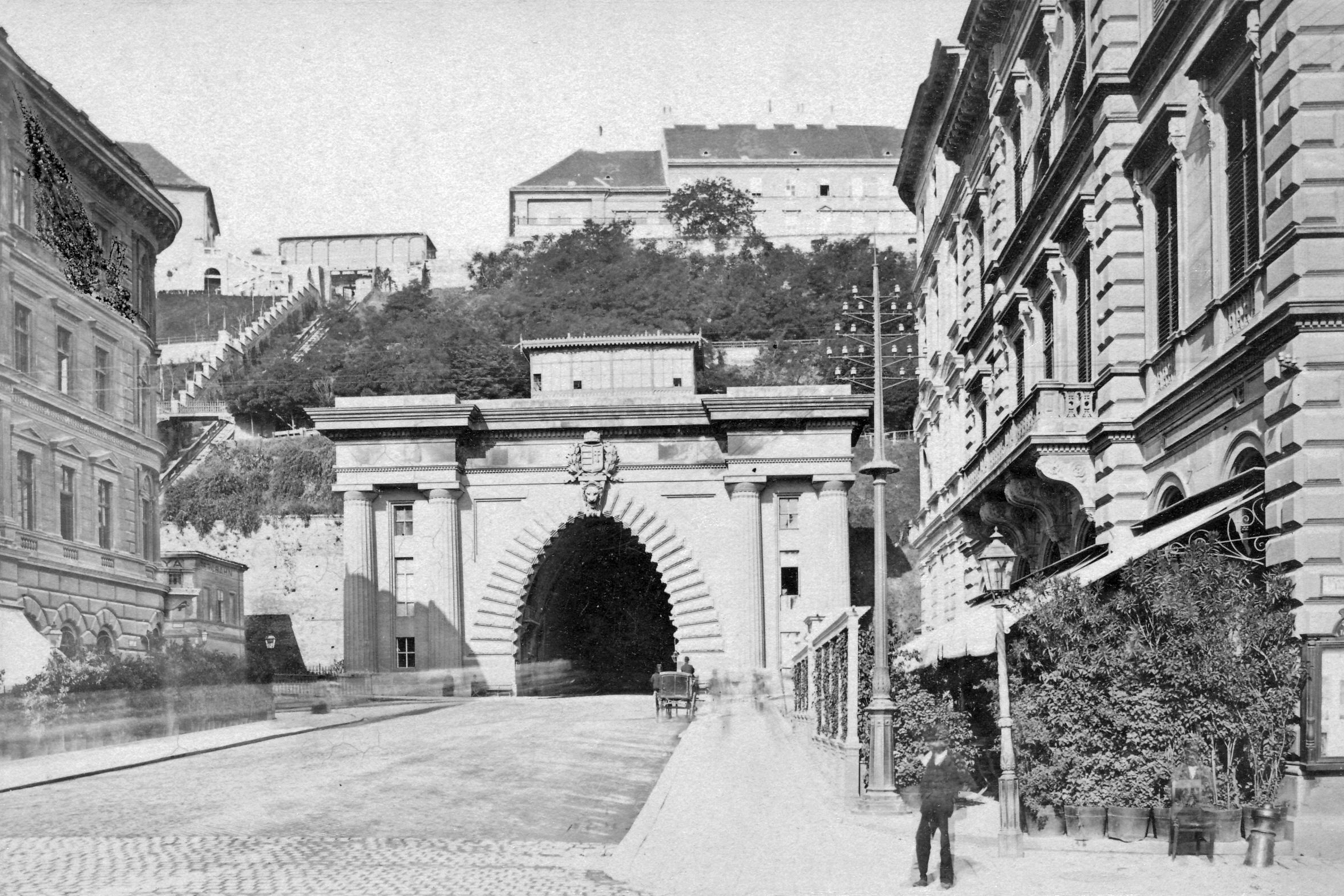
A Lánchíd tér (Clark Ádám tér). Jobbra a Lánchíd kávéház és terasza. 1900. Fotoː Fortepan / Jurányi Attila

A Lánchíd eszpresszó több filmben, irodalmi alkotásban is megjelent. Például terasza Kovács András 1971-ben bemutatott Staféta című flmjének rövid jelenetében, belül hosszabban Sándor Pál Ripacsok című 1981-es filmjében. Illetve Ferdinandy György Furcsa, idegen szerelem című novelláskötetében (Szépirodalmi, Budapest, 1990) Harold Bergestam a Lánchíd Eszpresszó teraszán című novellája.

## Utóélete
Az erősen lepusztult épületet 1990-ben bontották le. Ezután több mint negyed századon keresztül ez az üres telek volt Budapest legdrágább foghíjtelke. A szomszédos házban (Fő utca 4.) 1998 végén nyílt meg a Café Lánchíd Söröző.
Az üres telek hasznosítására több terv is született, de különféle jogi és egyéb bonyodalmak zavarták meg a megvalósításukat.
Végül Hotel Clark néven szálloda épült a körforgalom kialakítása miatt szokatlan formájúvá vált telken Anthony Gall hazánkban élő ausztrál származású építész tervei alapján.
Az egykori híres épületre emlékeztet a szálloda halljában a recepció mögött látható négy eredeti korinthoszi oszlopot és márvány korlátot magában foglaló árkádszerű dekoráció, Bara Ákos belsőépítész munkája. A forma Ybl kedvelt motívuma volt. Több általa tervezett épületen és saját villáján is hasonló jelenik meg. Az itt fel nem használt egyik oszlopfő egy üvegasztal lábazatául szolgál a hallban. Az oszlopokat és márványkorlátokat negyed századon keresztül a Kiscelli Múzeum őrizte. Korábban ezek az oszlopok illetve korlátok álltak az eszpresszó homlokzatán.

## Képek az épület és a környék történetéből
(A wikimedia commonson több kép található Lánchíd illetve Clark Ádám kulcsszavakkal keresve.)

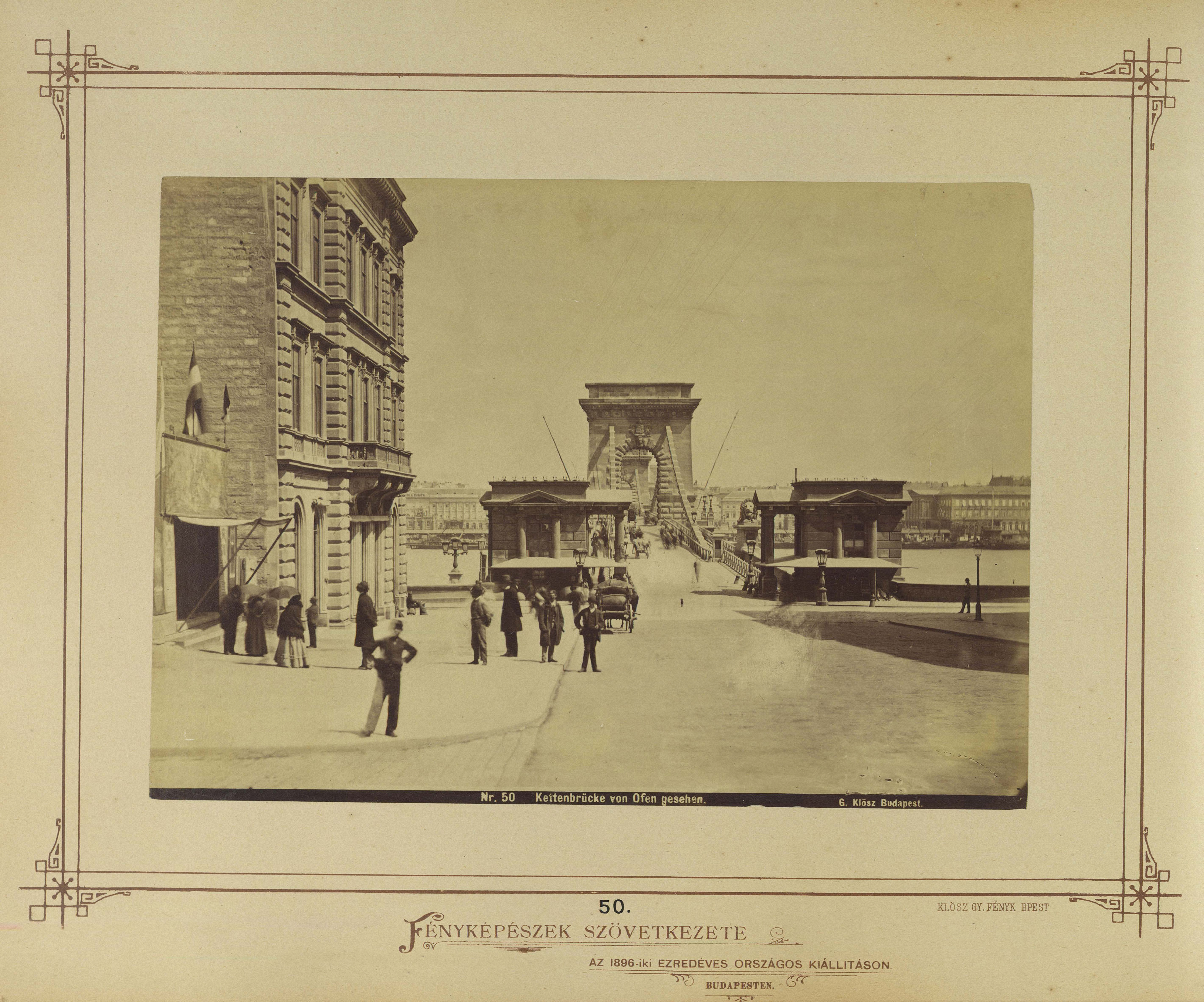
1880-1890 között Fotoː Fortepan / Budapest Főváros Levéltára
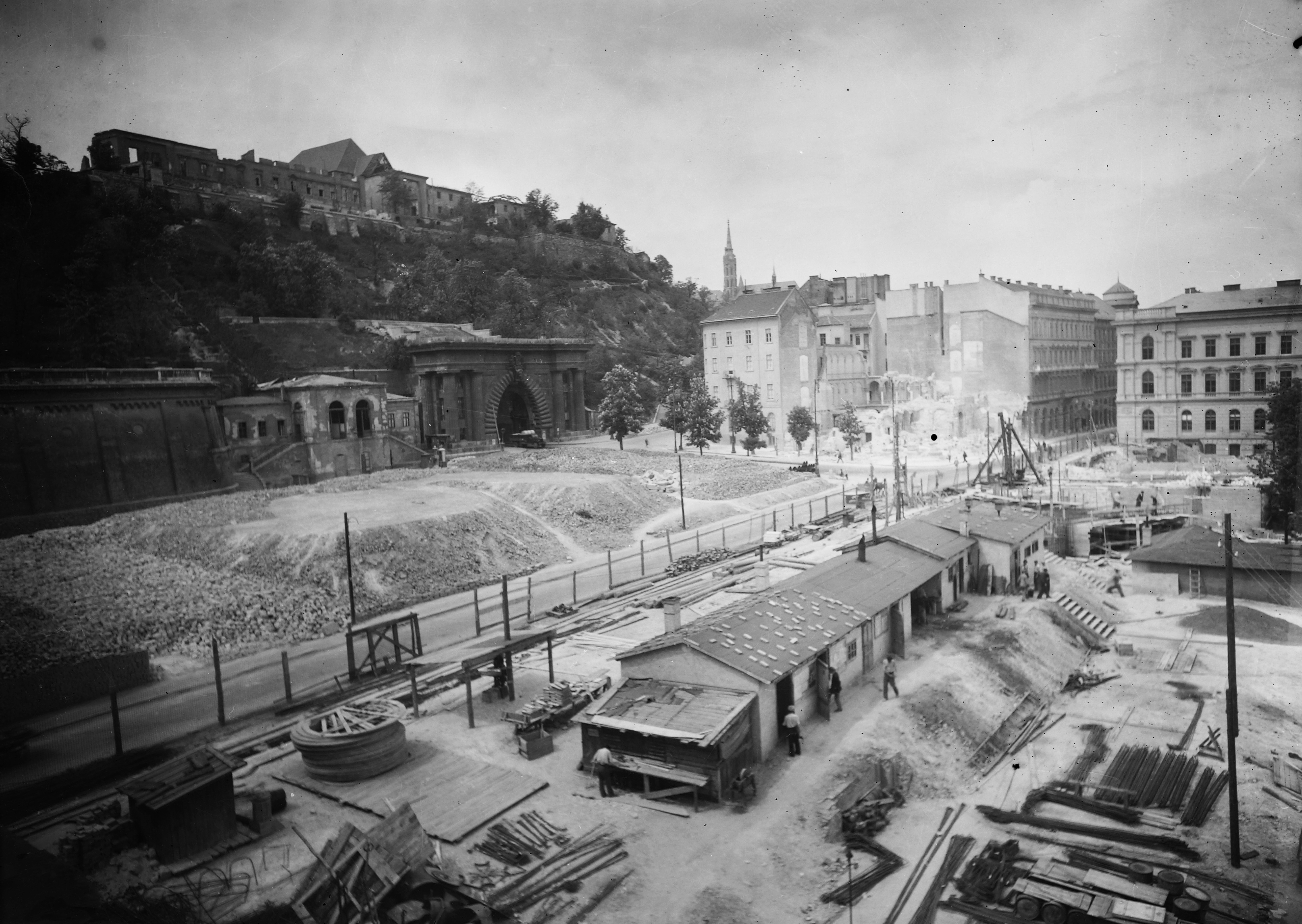
1949, Fotoː Fortepan / UVATERV.
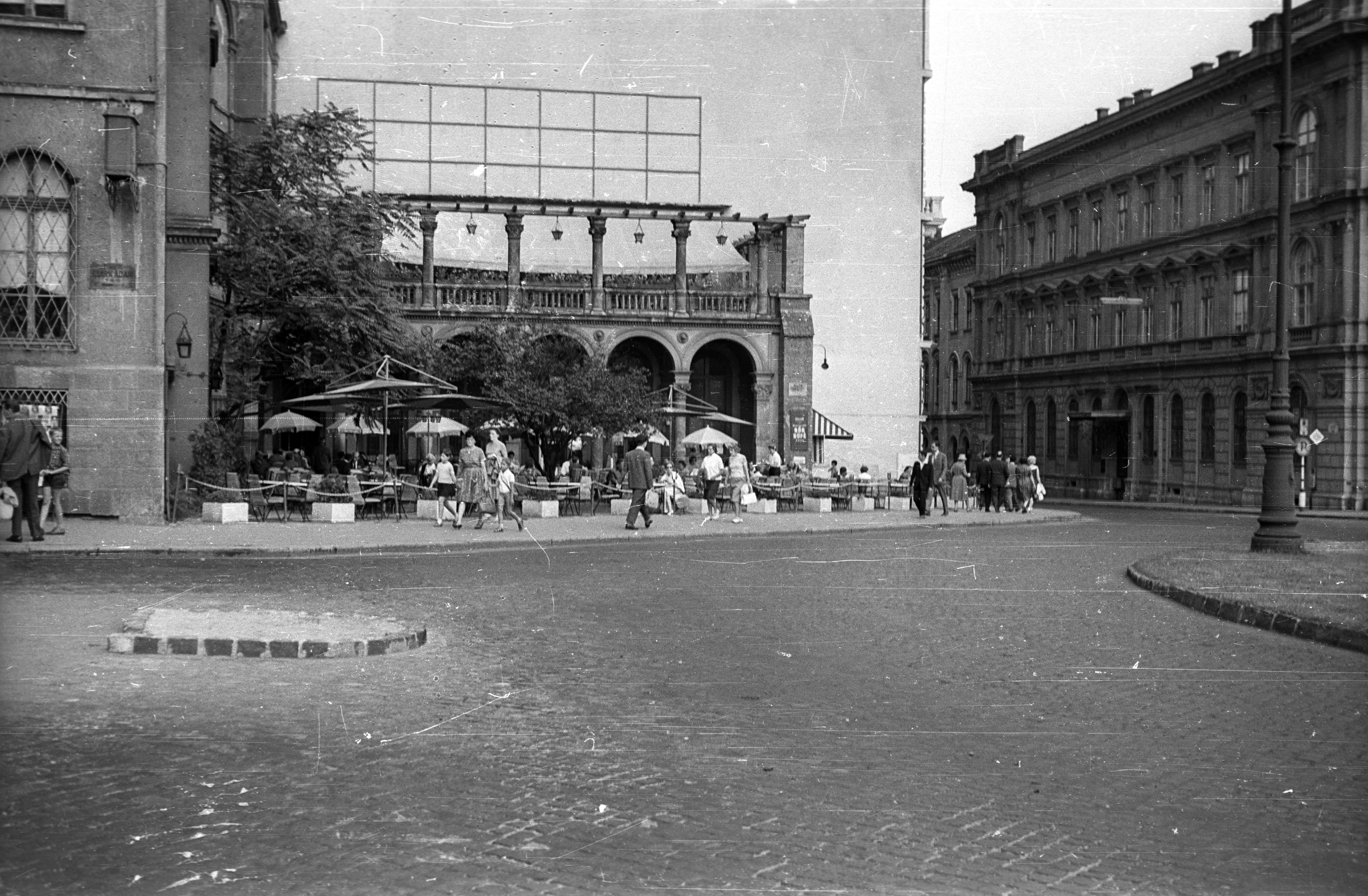
A Lánchíd eszpresszó. 1964. Fotoː Fortepan / Sugár Ferenc
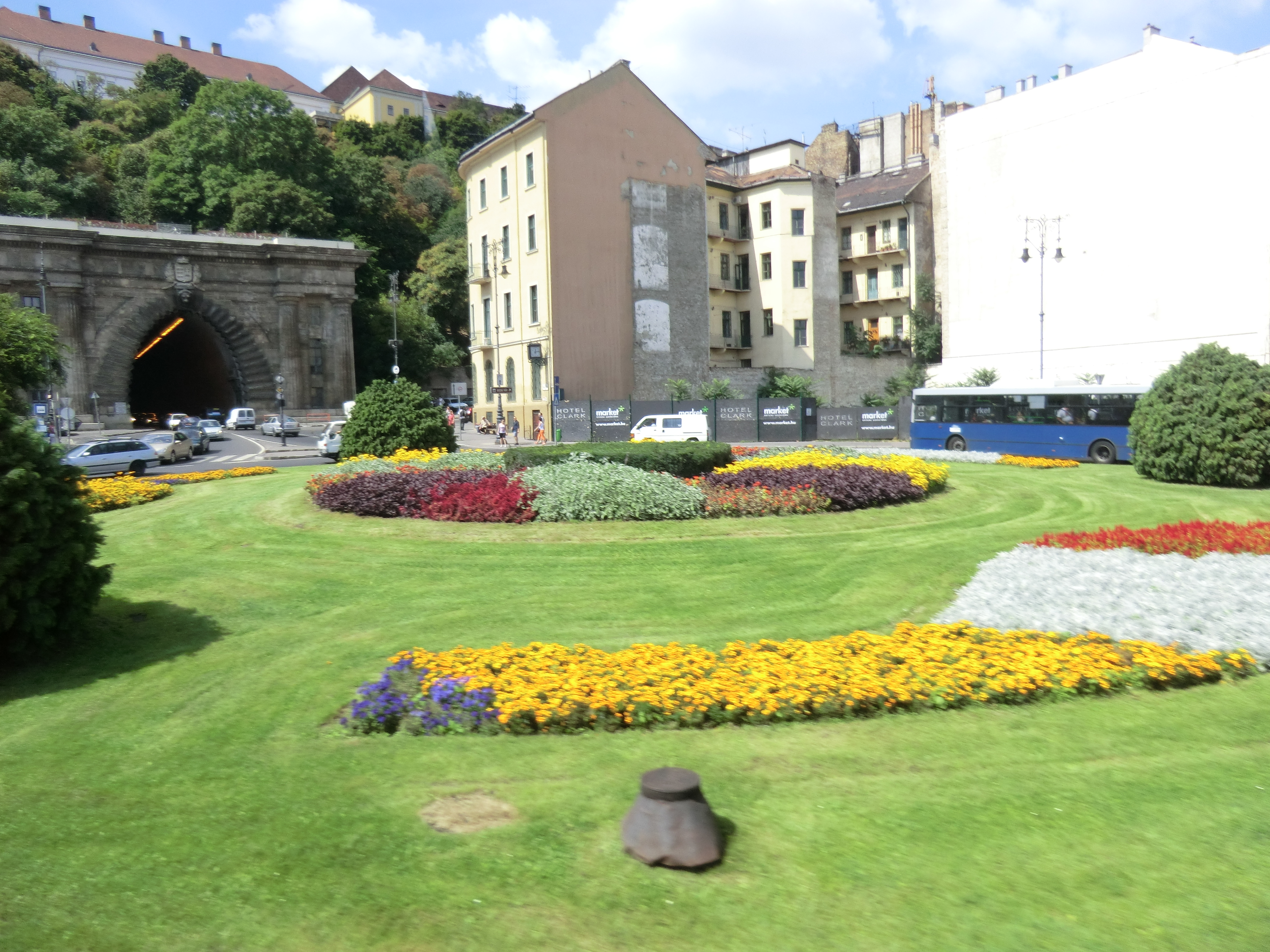
2011. Seko Naotomo, Panoramio
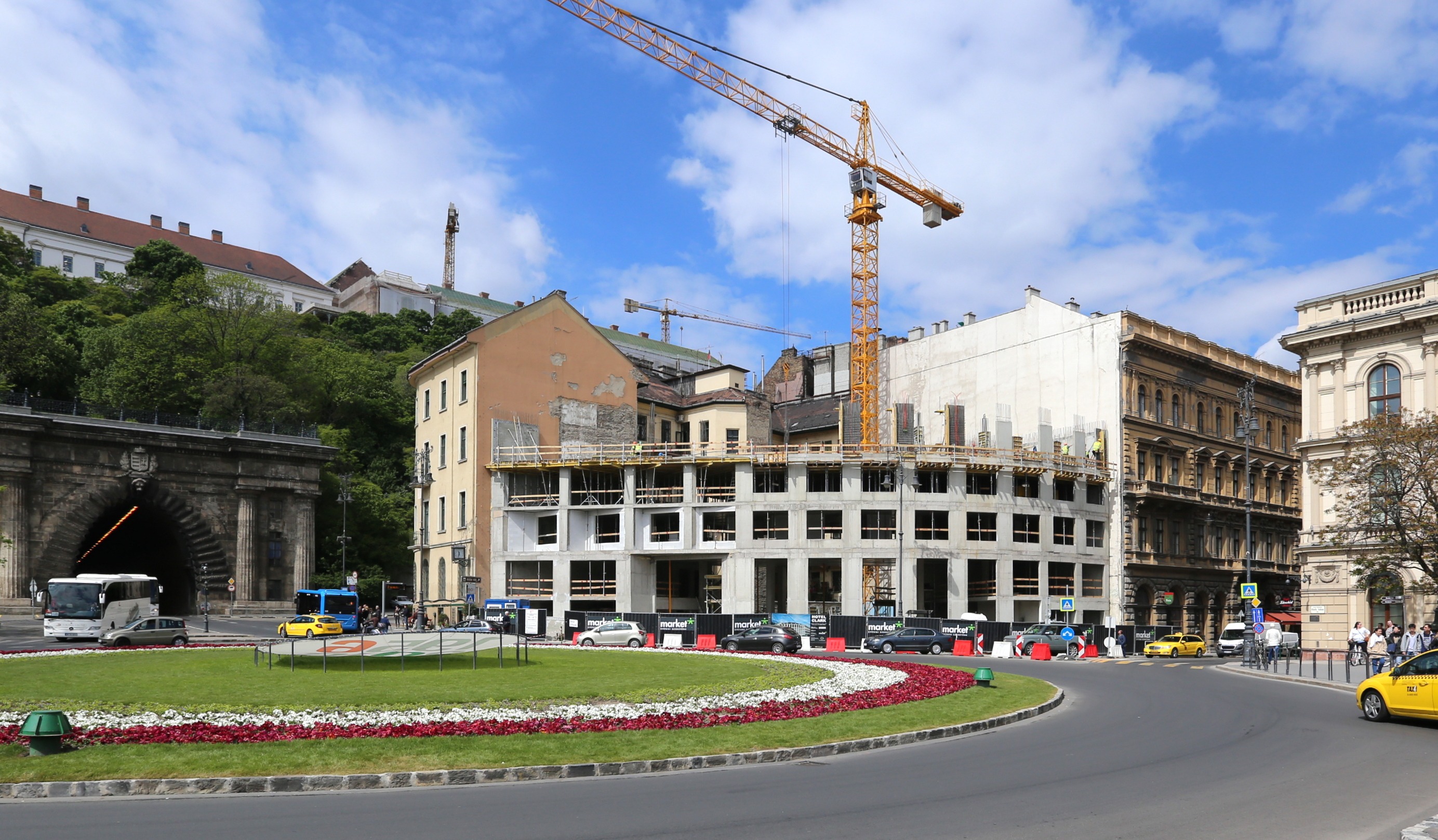
A Clark Hotel építése, 2017. Fotoː Thaler Tamas